# Lutz Konermann
Lutz Konermann (* 5. Mai 1958 in Bardenberg) ist ein deutscher Regisseur, Autor sowie Kameramann von diversen Kino- und Fernsehfilmen.

## Leben
Konermann verbrachte seine Kindheit im Rheinland, besuchte jedoch später die Deutsche Schule in Mailand/Italien, an welcher er auch sein Abitur machte. Danach absolvierte er den Studiengang für Spielfilm und Fernsehspiel an der Hochschule für Fernsehen und Film München. Er ist zweifacher Bundesfilmpreisträger 1983, für den Kinofilm „Aufdermauer“ und die Produktion des Kurzfilms „Spätvorstellung“. Zudem gewann er den Max-Ophüls-Förderpreis 1986, den Förderpreis „Film“ der Stadt München 1988, sowie den Adolf-Grimme-Preis 1997 für den Fernsehspielfilm „Eine fast perfekte Liebe“.
Als Kameramann zeichnete er u. a. für mehrere Diplom- und Debütfilme von Regisseuren seiner Generation verantwortlich, so bei Wochenend (1982) von Wolfram Paulus, Abschiedsbilder (1983) von Nico Hofmann, Kaltes Fieber (1984) von Josef Rusnak und Drachenfutter (1987) von Jan Schütte.
Seit 1991 ist er Lehrbeauftragter an der Filmakademie Baden-Württemberg, wo er seit 1994 den Diplomstudiengang „Szenischer Film“ leitet. 1998 wurde ihm die Professorenwürde erteilt. Seit 1992 unterrichtet Lutz Konermann im Auftrag der Stiftung für Weiterbildung Film und Audiovison FOCAL auch in der Schweiz und leitet dort u. a. als Dramaturg Stoffentwicklungsprogramme für Film und Fernsehen. Er ist Vorstandsmitglied des Schweizer Verbandes Filmregie und Drehbuch und Mitglied der Deutschen Filmakademie sowie der Schweizer Filmakademie.
Zu seinen wichtigsten Filmen zählen u. a. Schwarz und ohne Zucker (1986), Eine fast perfekte Liebe (1996), Virus X (1997), Herzlos (1999), Meine Tochter darf es nie erfahren (2000), Lieber Brad (2001), Der Elefant – Mord verjährt nie (Pilotfilm, 2002), Piff Paff Puff (2004) sowie Prager Botschaft (2007).
Im Jahr 2009 hat er zwei Projekte fertiggestellt: Den Dokumentarfilm Dharavi, Slum for Sale über Dharavi, den größten Slum Indiens, den die Stadt Mumbai zum Verkauf ausgeschrieben hat, und die Tragikomödie Der Fürsorger oder Das Geld der Anderen, frei nach der Lebensgeschichte des Schweizer Anlagebetrügers Hanspeter Streit.
Seit 2007 hat sich Konermann wieder verstärkt der Kameraarbeit gewidmet und neben eigenen dokumentarischen Projekten die Filme der indischen Dokumentaristin Farida Pacha fotografiert. Ihre mehrfach preisgekrönte Dokumentation My Name Is Salt (2013) trug ihm neben anderen Auszeichnungen den Deutschen Kamerapreis 2014 ein.
Lutz Konermann ist Vater einer Tochter, der Neurowissenschaftlerin Silvana Konermann, und lebt in Zürich/Schweiz.